# Organizația Naționaliștilor Ucraineni
Organizația Naționaliștilor Ucraineni, acronim OUN, (în ucraineană Організація українських націоналістів, transliterat: Orhanizațiia ukraiinskîh naționalistiv) este o organizație politică ucraineană, de extrema dreaptă, care a fost fondată în 1929 în vestul Ucrainei (în acele vremuri, aceste teritorii făceau parte din Polonia). OUN a dezvoltat o doctrină care accepta violența ca mijloc de luptă, violență pe care o justifica prin necesitatea luptei împotriva inamicilor interni și externi, în principal Poloniei, României și Rusiei. 
OUN a proclamat că obiectivul imediat al său este protejarea populației ucrainene împotriva represiunii și exploatării autorităților poloneze. țelul suprem era crearea unei Ucraine independente și unite, care ar fi inclus toate teritoriile locuite de etnicii ucraineni și care se aflau sub controlul Poloniei, Uniunii Sovietice, României și Cehoslovaciei. 
OUN s-a divizat în două facțiuni, membrii mai vechi și cei moderați sprijinindu-l pe Andrii Melnik (OUN-M), în vreme ce membrii tineri sau radicali s-au organizat în jurul lui Stepan Bandera (OUN-B). cel de-al doilea grup a ajuns să conducă mișcarea naționalistă și aripa ei militară, Armata Insurecțională Ucraineană (UPA), care fost cea mai importantă mișcare de rezistență ucraineană.

## Istoric

### Contextul istoric și fondarea

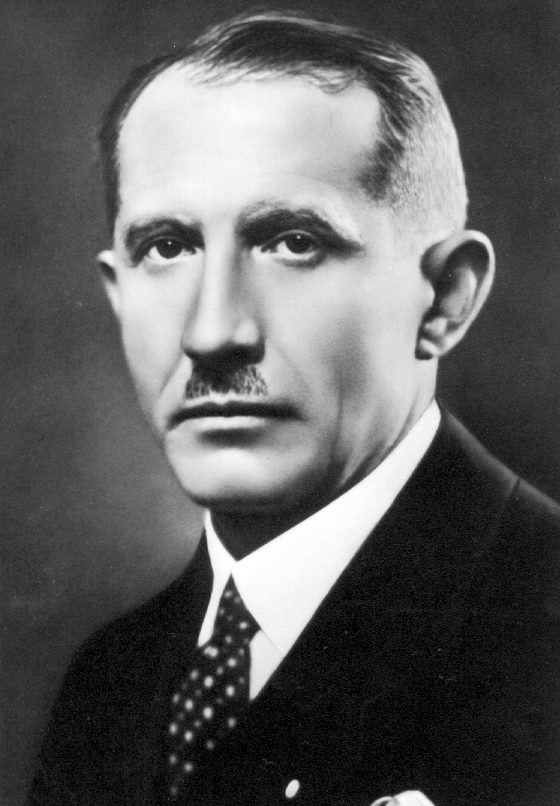
Evghen Konovaleț

Republica Populară a Ucrainei Occidentale a încetat să mai existe în 1919, când teritoriul său a fost ocupat de Polonia. Un an mai târziu, ofițerii ucraineni aflați în exil au fondat Organizația Militară Ucraineană ( Українська Військова Організація, Ukrayins'ka Viis'kova Orhanizația, UVO), o organizație militară clandestină, a cărui obiectiv era continuarea luptei armate împotriva Poloniei, destabilizarea situației politice din țară și pregătirea veteranilor de etnie ucraineană pentru o viitoare insurecție antipoloneză. UVO a fost o organizație pur militară, cu o structură de comandă militară. Comandantul ei a fost Evghen Konovaleț, fostul comandant al unității de elită „Pușcașii Siciului⁠(en)[traduceți]”, care se bucura de sprijinul secret al partidelor politice ucrainene. Deși UVO a fost implicată și în acte de sabotaj, inclusiv într-o tentativă de asasinare a lui Józef Piłsudski din 1921, caracterul ei general a fost mai degrabă de protecție militară a minorității ucrainene, decât de organizație teroristă clandestină . Când Aliații au recunoscut în 1923 controlul polonez asupra vestului Ucrainei, numeroși membri au părăsit organizația, iar partidele legale ucrainene au luat atitudine împotriva acțiunilor militare, preferând să activeze în cadrul sistemului politic polonez. Ca urmare, UVO s-a reorientat spre Germania și Lituania, de unde a primit sprijin politic și financiar, și a stabilit contacte cu alte organizații antipoloneze, precum „Grupul Tineretului Național Ucrainean”, „Liga Naționaliștilor Ucraineni” și „Uniunea Tineretului Naționalist Ucrainean”. După o serie de întâlniri preliminare la Berlin (1927) și Praga (1928), veterani i UVO și studenții militanți s-au întâlnit la congresul din Viena (1929) și ș-au unit organizațiile în ceea ce a devenit cunoscut ca „Organizația Naționaliștilor Ucraineni”. Deși majoritatea membrilor erau tineri galițieni, primul lider al noii organizații a fost Evghen Konovaleț, iar membrii conducerii, „Provid”, au fost în principal veterani din exil ai UVO

### Perioada interbelică
În momentul în care a fost fondată, OUN a fost o mișcare marginală în vestul Ucrainei, unde scena politică era dominată de partidul moderat Alianța Național-Democrată Ucraineană (UNDO). UNDO era partizana democrației parlamentare și căută să obțină independența prin mijloace pașnice. UNDO se bucura de sprijinul clerului, intelectualității și afaceriștilor ucraineni. Publicația prin care își promova ideile era principalul ziar de limbă ucraineană din vestul Ucrainei, Dilo. 
Spre deosebire de UNDO, OUN accepta violența drept una dintre mijloacele politice de luptă împotriva inamicilor interni și externi ai cauzei independenței Ucrainei. Principalele sale activități erau direcționate împotriva politicienilor polonezi și reprezentanților guvernului de la Varșovia. OUN a executat sute de acte de sabotaj în Galiția și Volînia, printre care s-au numărat o campanie de incendiere a proprietăților polonezilor (care avea să ducă la acțiunea de „pacificare” din 1930), boicotarea școlilor de stat și a monopolurilor poloneze ale tutunului și alcoolului, jafuri împotriva instituțiilor guvernamentale pentru obținerea de fonduri și aproximativ 60 de asasinate. 
Printre victimele OUN s-au numărat Bronisław Pieracki, ministru de interne, Tadeusz Hołówko, politician polonez promotor al compromisului polono-ucrainean, Emilian Czechowski, comisarul poliției din Lviv și Alexei Mailov, diplomat sovietic ucis pentru răzbunarea victimelor Holodomorului. OUN a atacat și ucraineni cu vederi moderate, precum Ivan Babii (profesor și fost ofițer al Armatei Galițiene a Republicii Populare a Ucrainei Apusene, sau Kirilo Studinski, președintele „Societății științifice șevcenko” Aceste acte au fost condamnate de mitropolitul Bisericii Greco-Catolice Ucrainene, Andrei Șetințki, care a criticat în primul rând conducerea din exil a OUN, inițiatoarea actelor de violență executate de tinerii ucraineni. El avea să scrie acești lideri „folosesc copiilor noștri pentru uciderea părinților lor” și că „oricine demoralizează tineretul nostru este un criminal și un dușman al poporului”. 
Odată cu creșterea intensității politicii de polonizare duse de autoritățile de la Varșovia, tot mai mulți ucraineni, în special tineri, și-au pierdut credința în metodele legale, în liderii tradiționali și în democrațiile occidentale, care păreau că i-au abandonat pe ucraineni. Această perioadă de deziluzii a coincis cu creșterea sprijinului pentru OUN. În perioada de dinaintea izbucnirii celei de-a doua conflagrații mondiale, OUA estima că avea 20.000 de membri activi și un număr aproximativ egal de simpatizanți. Numeroși studenți eminenți, precum poeții Bogdan Kravțiv și Olena Teliha (executați de naziști la Babi Iar), au fost atrași de mesajul revoluționar al OUN. 
Pentru zădărnicirea încercărilor de stabilire a unei înțelegeri polono-ucrainene, OUN a organizat atacuri împotriva ucrainenilor care sprijineau coexistența pașnică a celor două comunități etnice. Din 1921 până în 1939, UVO și OUN au executat 63 de asasinate: 36 de ucraineni, 25 de polonezi, un rus și un evreu.
OUN a folosit ca mijloace de luptă pentru obținerea independenței teritoriilor ucrainene de sub dominația poloneză și sovietică, OUN a acceptat sprijinul moral și material al Germaniei Naziste. Germanii aveau nevoie de ajutorul ucrainenilor și aceștia din urmă se așteptau ca Berlinul să sprijine la rândul lui idealurile de independență ale ucrainenilor. Deși în rândurile militarilor germani existau ofițeri care erau înclinați să sprijine idealurile ucrainenilor, Adolf Hitler a luat o decizie bazată pe considerente rasiale, care excludea independența Ucrainei.
OUN a fost activ și în Basarabia și Bucovina, militând pentru separarea acestor regiuni de România și alipirea lor la viitorul stat independent ucrainean. Conform jurnalistului apropiat de OUN Dmitro Andrievski, Uniunea Sovietică, Polonia și România erau principalii dușmani ai OUN. În 1939, mai mulți ucraineni din București, organizați în "Comunitatea Ucraineană din București", au rupt legăture cu guvernul din exil al RP Ucrainene și s-au afiliat OUN. Acest grup, condus de Vasil Melnik, avea legături și cu Mișcarea legionară. După Ocupația sovietică a Basarabiei și Bucovinei de Nord, filiala OUN din Bucovina de Nord a început să organizeze o rezistență armată împotriva sovieticilor. Autoritățile sovietice au susținut că ei erau sprijiniți și înarmați de România.

### Divizarea OUN

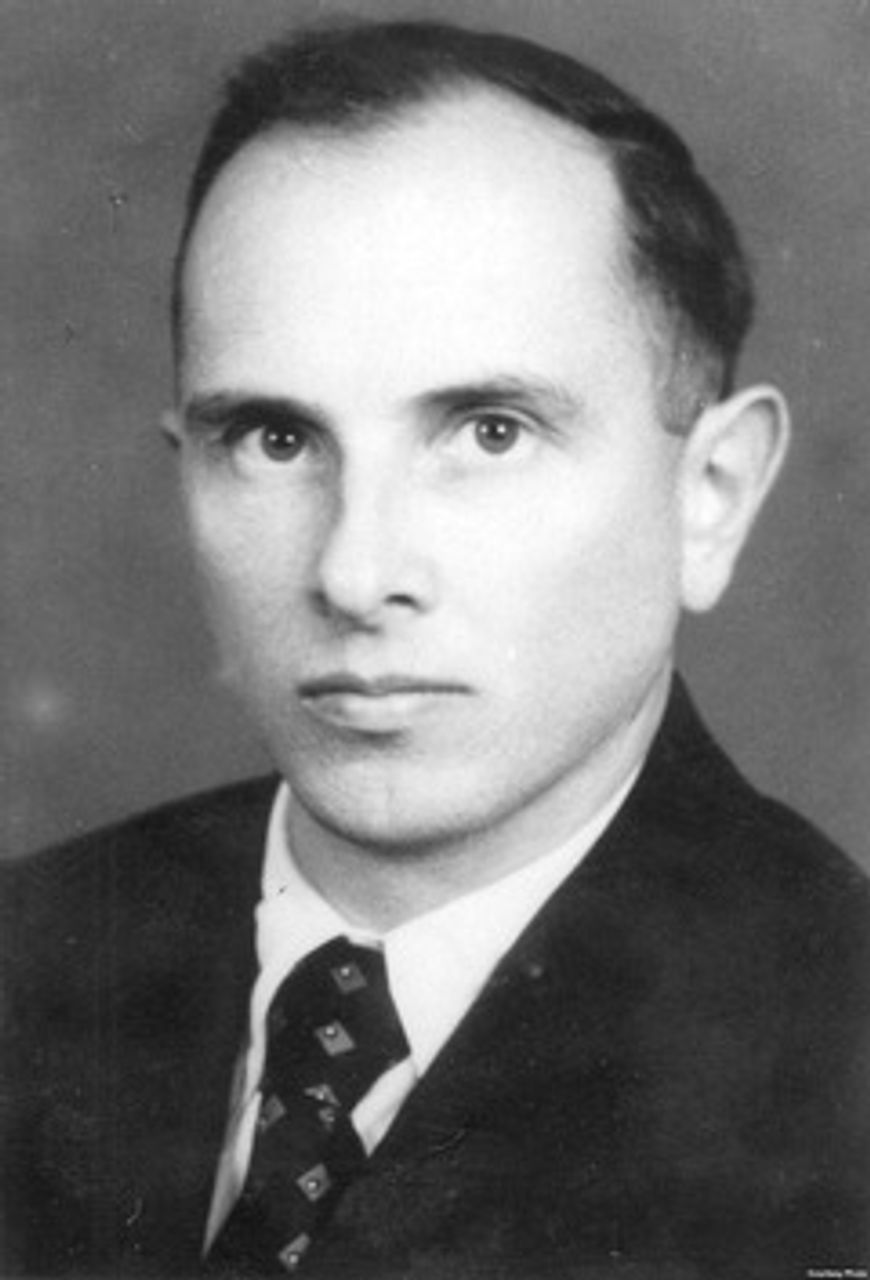
Stepan Bandera

În interiorul OUN au existat tensiuni latente dintre tinerii studenți radicali galițieini și veteranii mișcării din exil. Veteranii aveau experiență traiului într-o societate stabilă și a luptei pentru independență în cadrul unor forțe armate regulate. Generația tânără cunoșteau doar represiunea poloneză și lupta clandestină. Conducerea din exil, cunoscută și cu numele de Provid, se considera elita infailibilă a mișcării. Cei mai mulți membri Provid, precum generalul Mikola Kapustianski, se prezentau folosind gradele militare obținute în timpul războiului, (război la care cei tineri nu apucaseră să participe). Ei aveau o poziție politică mai puțin radicală și respectau codul de onoare al ofițerilor și disciplina militară, care îi împiedicau să accepte opinia radicalilor, conform cărora puteau fi folosite orice mijloace pentru îndeplinirea obiectivelor propuse. În schimb, tinerii erau mai impulsivi, violenți și lipsiți de milă. Liderii mai în vârstă din exil admirau fascismului lui Benito Mussolini, dar condamnau nazismul, în vreme ce tânăra generație radicală din Ucraina admirau ideile fasciste și metodele practicate de naziști. În ciuda acestor diferențe, liderul OUN, Evghen Konovalț, a știu ca, datorită priceperii politice și reputației personale, să păstreze unitatea OUN, în ciuda existenței a două facțiuni. Unitatea organizației a fost zdruncinată după ce Konovaleț a fost asasinat la în 1938 la Rotterdam de un agent sovietic. Andrii Melnik, un fost colonel al Armatei Republicii Populare Ucrainene, fondator al Organizației Militare Ucrainene, a fost ales la conducerea OUN, în ciuda faptului că nu fusese implicat în politică sau activități teroriste de-a lungul întregului deceniu al patrulea. Malnik era o persoană calmă, apropiat de cercurile clericale, în condițiile în care majoritatea asociaților săi aveau o atitudine anticlericală. A fost chiar președinte al organizației tineretului ucrainean greco-catolic. Alegerea sa a fost considerată ca o încercare de conciliere cu biserica și de modificare a politicii organizației într-un mai pragmatică și moderată. Realitatea a demonstrat că dacă acestea au fost intențiile lui Melnik, ele au fost contrazise de tendințele societății din Ucraina apuseană

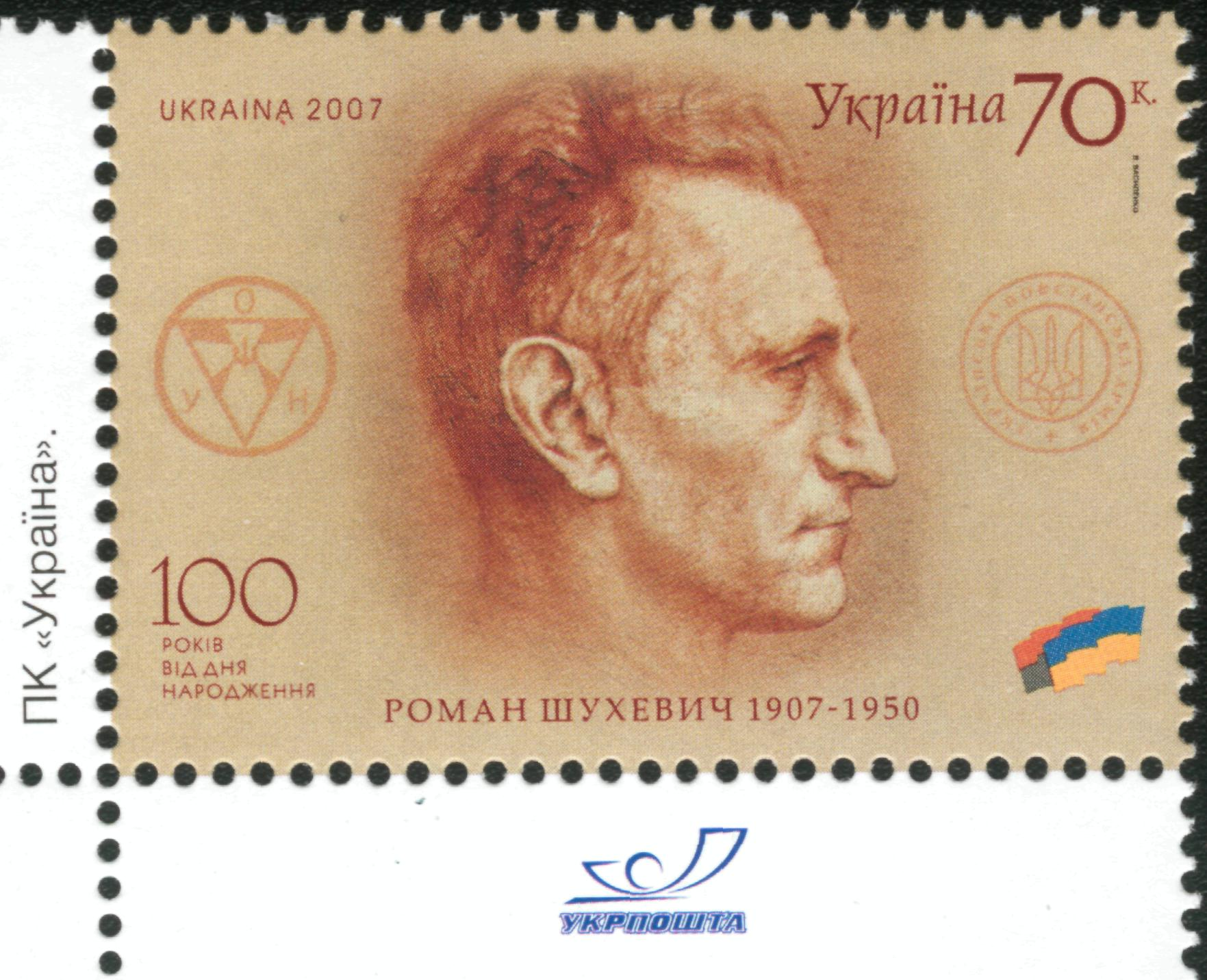
Timbru ucrainean cu portretul lui Roman Șuhevici, în onoarea a 100 de ani de la nașterea sa (2007)

Majoritatea membrilor OUN era formată din tineri galițieni, care activau în special în Ucraina și mai puțin în exil, din acest motiv fiind mai expuși pericolului arestării și închisorii. Cu toate acestea, opiniile lor erau puțin ascultate de conducerea din exil. După ce mai multe încercări de conciliere dintre facțiunile organizației, tinerii și-au convocat în august 1940 o conferință pentru alegerea unei conduceri proprii. Stepan Bandera a fost ales la conducerea radicalilor. El era un om cu voința de fier, un conspirator extremist, fiind considerat în general opus moderatului Melnik. În ajunul declanșării invaziei germane a URSS, OUN era divizată în două facțiuni opuse, aflate în competiție. Prima era facțiunea „legitimă” condusă de Andrii Melnik, OUN-M, și facțiunea „revoluționară” condusă de Stepan Bandera, OUN-B (sau OUN-R). Fiecare grup se bucura de simpatia și sprijinul unei anumite părți a populației ucrainene. O parte a tinerilor din Galiția și majoritatea tinerilor din Bucovina Transcarpatia erau loiali OUN-M. Liderul acestora, monseniorul Avgustin Voloșin, îl elogia pe Melnik drept un creștin de cultură europeană, diferit de naționaliștii care plasau națiunea mai presus de Dumnezeu. Conducerea OUN-M era mai experimentată și avea unele contacte limitate în Ucraina răsăriteană. De asemenea, menținea contacte cu serviciile de informații și cu armata germană. Pe de altă parte, OUN-B se bucura de sprijinul majorității tinerilor naționaliști galițieni, care formau coloana vertebrală a mișcării clandestine ucrainene. OUN-B avea o rețea puternică de membri devotați. Din rândul lor s-a ridicat Mikola Lebid, care a început să organizeze, care a început sa organizeze poliția secretă „Slujba Bezpeki” (SB), modelată după sistemul CEKA. 
În cadrul grupului lui Bandera, dar oarecum separat de liderii politici principali, a existat o facțiune de tineri galițieni mai puțin preocupată de ideologie ci de îndeplinirea unor obiective militare imediate. Cel mai important membru al acestei facțiuni a fost Roman Șuhevici. Această facțiune nu a avut o pondere foarte mare la început, dar importanța ei avea să crească de-a lungul timpului, în timpul luptei de rezistență dusă de OUN pe timpul războiului.

### Perioada războiului

#### Primii ani ai războiului și activitatea din Ucraina centrală și răsăriteană
După invadarea Poloniei în septembrie 1939, ambele facțiuni ale OUN au colaborat cu germanii și s-au folosit de șansa oferită de dispariția statului polonez pentru a-și trimite activiștii în teritoriile ucrainene controlate de sovietici. Atât OUN-M cât și OUN-B și-au creat propriile unități militare, care au activat în cadrul Wehrmachtului: batalioanele „Roland” și respectiv „Nachtigall”. După opt zile de la declanșarea invaziei în Uniunea Sovietică, OUN-B a proclamat la Lviv pe 30 iunie 1941 fondarea statului ucrainean independent. Premierul noului stat a fost numit Iaroslav Stețko. 
Răspunsul germanilor la declarația de independența a fost rapidă: Gestapo a arestat și închis majoritatea liderilor și sprijinitorilor OUN-B. Numeroși membri ai OUN-B au fost executați fără judecată sau au pierit în lagărele naziste de concentrare. Ambii frați ai lui Bandera au pierit în lagărul de la Auschwitz. Pe 18 septembrie 1941, Stepan Bandera și Iaroslav Stețko au fost internați în lagărul de concentrare Sachsenhausen. În acest lagăr, Bandera a regăsit pe câțiva dintre cei mai importanți prizonieri ai Reichului: fostul prim-ministru al Franței Leon Blum sau fostul cancelar al Austriei, Kurt Schuschnigg. Acești prizonieri erau deținuți în „Zellenbau Bunker” și se bucurau de sprijinul Crucii Roșii, spre deosebire de restul prizonierilor, și aveau posibilitatea să primească pachete de la familie. Bandera a beneficiat și de ajutorul financiar al organizației sale, OUN-B. Germanii au permis naționaliștilor ucraineni să părăsească lagărul ca să participe la un congres al reprezentanților OUN, care a avut loc la castelul Fridental, aflat la circa 200 m de Sachsenhausen . Ei au rămas prizonieri în acest castel până în septembrie 1944. 
Ca urmare a reacției germanilor împotriva facțiunii lui Bandera, grupul controlat de Melnik s-a bucurat de un anumit avantaj în fața rivalilor și a reușit să ocupe o serie de poziții în administrația civilă în Ucraina ocupată de naziști. Prima localitate administrată de naționaliști a fost Jitomirul, un oraș din imediata vecinătate a fostei frontiere sovieto-poloneze. OUN-M a ajutat la stimularea societăților Prosvita, a sprijinit difuzarea artiștilor locali în emisiunile de radio emise în limba ucraineană, a asigurat deschiderea a două noi școli secundare și a unui institut pedagogic și la înființarea unei școli de administrație. Numeroși localnici au fost recrutați să devină membri ai organizației. OUN-M a organizat forțele locale de poliție, ai căror membri au fost recrutați în special dintre prizonierii sovietici de război de etnie ucraineană. Doi membri de frunte ai conducerii OUN-M (așa-numita „Provid”) au venit la Jitomir, dar au fost uciși de rivalii lor din OUN-B la sfârșitul lunii august. Asasinatul a fost justificat de OUN-B prin imperativul împiedicării rivalilor să preia conducerea în Kiev. Printr-o directivă internă, Andrii Melnik a fost condamnat la moarte. Reacția germanilor, după cum se afirmă de către unii cercetători, stimulată de mita plătită de membrii OUN-M, a fost imediată: membrii OUN-B au fost arestați, ceea ce a dus la dispariția organizațiilor lor locale din cea mai mare parte a Ucrainei centrale și răsăritene
Odată cu înaintarea Wehrmachtului în interiorul teritoriului sovietic, OUN-M a preluat controlul administrației civile a Kievului. Primarul capitalei din octombrie 1941 până în ianuarie 1942 a fost melnikistul Volodomir Bagazii. El s-a folosit de poziția pe care a deținut-o pentru alimentarea cu bani a OUN-M și preluarea controlului asupra poliției locale. OUN-M a inițiat crearea Consiliului Național Ucrainean cu sediul în Kiev, care trebuia să devină baza viitorului guvern național. În acest timp, OUN-M a obținut și controlul asupra celui mai important ziar kievean și a reușit să atragă numeroși noi aderenți din rândurile intelectualității din centrul și estul Ucrainei. Autoritățile naziste au fost alarmate de creșterea puterii OUN-M în Ucraina centrală și răsăriteană și au trecut la dizolvarea organizațiilor. Numeroși dintre membrii OUN-M au fost arestați, printre ei aflându-se primarul Kievului, Volodimir Bagazii, și scriitoarea Olena Teliga, organizatoarea Ligii Scriitorilor Ucraineni. Deși au existat elemente din cadrul Wehrmachtului care au încercat să-i protejeze pe membrii OUN-M, organizația din Ucraina a fost practic desființată.

#### Lupta OUN-B pentru control în Ucraina apuseană
În Basarabia și Bucovina, care au redevenit parte a României după Operațiunea München, OUN a susținut inițial efortul de război germano-român. Dar, după ce aceste regiuni au fost realipite formal la România, militanții OUN au început să se organizeze în miliții pentru a forma o rezistență armată. Inițial, conducătorul României, Ion Antonescu, a fost de acord ca milițiile OUN din Bucovina să fie integrate în Jandarmeria Română, însă, după ce a descoperit că acestea se înarmau pe ascuns și erau implicate în atacuri clandestine, au fost complet interzise pe teritoriul românesc.
După ce OUN-M a fost dizolvată în regiunile centrale și vestice ale Ucrainei, adică teritoriile care fuseseră vechea regiune de graniță sovieto-poloneză, OUN-B a început să-și consolideze controlul asupra mișcării naționaliste de aici, bazându-se pe organizațiile locale din Galiția. OUN-B nu era capabilă și nu era dornică să se opună în mod deschis germanilor în 1942 și a ales în schimb să-și reorganizeze și întărească rețeaua clandestină, să-și amplifice munca de propagandă și să creeze stocuri de arme și muniție. Unul dintre punctele cele mai important al activității OUN-B a fost infiltrarea membrilor și simpatizanților organizației în rândurile poliției locale. OUN-B a reușit să preia controlul asupra academiei locale de poliție din Rivne. Obiectivul de perspectivă îl reprezenta răsturnarea autorităților germane de ocupație. Sprijinitorii lui Bandera din poliția locală au fost implicați în exterminarea civililor evrei și în „curățarea” ghetourilor evreiești. Prin aceste acțiuni, oamenii OUN-B au câștigat încrederea germanilor și au contribuit la dotarea ilegală a organizațiilor clandestine cu arme și muniție. De asemenea, aceste acțiuni au contribuit și la procurarea de fonduri din șantajul exercitat asupra unora dintre evreii bogați. În această perioadă în care OUN-B a evitat conflictul deschis cu autoritățile germane din Volînia, rezistența antigermană a fost limitată la activitatea partizanilor sovietici din zonele nordice ale regiunii , a unor mici unități ale OUN-M și ale unor mici grupuri ale Armatei Insurecționale Ucrainene conduse de Taras Bulba-Boroveț.
Spre sfârșitul anului 1942, situația OUN-B a devenit din ce în ce mai complicată. Autoritățile germane au devenit treptat mai represive, iar poliția ucraineană era rezervată față de acțiunile în forță împotriva populației civile locale. Mai mult, partizanii sovietici aveau tendința să devină principala forță în lupta anti-germană din vestul Ucrainei. Conducerea OUN-B a emis în martie 1943 instrucțiuni secrete prin care cerea membrilor săi care se alăturaseră poliției germane în 1941 – 1942, (care avea efective de peste 4.000 de militari), să dezerteze și, cu armele și munițiile furate de la germani, să se alăture unităților OUN-B din Volînia
. Boroveț a încercat să unească UPA cu unitățile mai mici ale OUN-M și cu cele ale OUN-B într-un front comun. Dacă OUN-M a fost de acord cu această inițiativă, OUN-B a refuzat, datorită rezervelor partenerilor lor față de pretenția banderoviștilor de control asupra conducerii militare a forțelor unite. După eșecul negocierilor de unire, comandantul OUN Dmitro Kliacikivski a adoptat numele organizației militare conduse de Boroveț, UPA, și a hotărât să îndeplinească prin forță obiectivul unirii forțelor insurecționale ucrainene sub controlul OUN-B. Pe 6 iulie, cel mai important grup înarmat al OUN-M a fost silit să accepte conducerea OUN-B și, în scurtă vreme, aproape toate grupurile de rezistență independente au dispărut. Aceste grupuri au fost distruse ori de partizanii comuniști sau de cei banderoviști, sau s-au alăturat celor din urmă. Pe 18 august 1943, Taras Bulba-Boroveț și principalii săi colaboratori au fost încercuiți în timpul unui atac surpriză al mai multor batalioane ale OUN-B. Cinci dintre cei mai apropiați colaboratori ai lui Boroveț au fost uciși, soția capturată, în timp ce el a reușit să scape. Mai târziu avea să acuze OUN-B de banditism, de lupta pentru crearea uni stat monopartit, prin oprimarea propriului popor. Drept represalii, soția lui Boroveț a fost ucisă după două săptămâni de tortură. În octombrie 1943, Boroveț a hotărât să demobilizeze resturile forțelor care se mai aflau sub comanda sa. În lupta pentru dominație în Volînia, banderoviștii au ucis mii de ucraineni, suspectați de legături cu facțiunile lui Bulba-Boroveț sau Melnik.

#### Lupta OUN-B împotriva Germaniei și Uniunii Sovietice
În toamna anului 1943, OUN-B a reușit să aibă controlul asupra unor întinse regiuni din zonele rurale ale Volîniei și sud-vestul Polesiei. În vreme ce germanii dețineau controlul asupra orașelor mari și a principalelor căi de comunicație, regiuni vaste, precum era Rivne, au rămas sub controlul OUN-B, ceea ce le-a permis naționaliștilor să creeze un sistem „statal”, cu școli militare și civile, spitale, încadrate cu mii de oameni.. Forțele sale armate, UPA, care au fost trecute sub comanda lui Roman Șuhevici în august 1943, s-au implicat în luptele împotriva germanilor și în scurtă vreme și a sovieticilor. Lupta împotriva celor din urmă avea să continue până spre mijlocul deceniului al șaselea. UPA a fost implicată în același timp în acțiuni de purificare etnică care au vizat populația poloneză din vestul Ucrainei. 

### După Al Doilea Război Mondial
După război, OUN și-a continuat lupta împotriva autorităților sovietice în regiunile răsăritene și sudice ale Ucrainei. Ultimul membru al OUN a fost arestat în Donețk în 1958. Cele două facțiuni ale OUN au continuat să aibă o mare influență în rândurile diasporei ucrainene. OUN-B a format în 1943 organizația „Frontul Antibolșevic al Națiunilor”, din rândul cărora au făcut parte organizațiile emigrației din aproape toate țările Europei Răsăritene, cu excepția notabilă a celor poloneze. În deceniul al optulea, au devenit membri ai organizației și anticomuniștii vietnamezi și cubanezi
.
După prăbușirea Uniunii Sovietice, ambele facțiuni OUN și-au reluat activitatea în Ucraina. Facțiunea Melnik și-a declarat sprijinul pentru Partidul Republican Ucrainean. OUN-B a trecut printr-un proces de reorganizare transformându-se în Congresul Naționaliștilor Ucraineni (KUN). Liderii din diasporă nu s-au arătat dornici să se implice direct în politica din Ucraina, ci au încercat să-și unească eforturile cu unele partide democratice, cu o linie politică moderată. KUN a fost condus de Slava Stețko (văduva lui Iaroslav Stețko) până la moartea sa din 2003. Ea conducea în același timp și OUN și Frontul Antibolșevic al Națiunilor. Congresul Naționaliștilor Ucraineni este în acest moment membru al Blocului „Ucraina Noastră” condusă de Viktor Iușcenko. 
Pe 9 martie 2010, OUN a respins cererea lui Iulia Timoșenko de unire a tuturor „forțelor naționale patriotice” în cadrul blocului care îi poartă numele împotriva susținătorilor lui Viktor Ianukovici. OUN i-au cerut lui Ianukovici să renunțe la intenția retragerii titlurilor de Erou al Ucrainei acordat post-mortem lui Stepan Bandera și Roman Șuhevici, să continue procesul de recunoaștere a meritelor luptătorilor pentru independența Ucrainei, proces început de predecesorul lui, Iușcenko, și să acorde post-mortem titlul de Erou al Ucrainei lui Simon Petliura și Evghen Konovaleț .

## Organizarea
OUN era condusă de „Vojd”, sau „Liderul Suprem”. Primul Vojd a fost Evghen Konovaleț. După asasinarea lui, i-a urmat Andrii Melnik, ceea ce a dus la sciziunea organizației. Tinerii galițieni și-au urmat propriul „Vojd”, Stepan Bandera. În ierarhia organizației urma „Provid”, sau directoratul. La începutul celei de-a doua conflagrații mondiale, conducerea OUN-M era formată din Vojd și opt membri ai Provid-ului . Membrii Provid erau generalii Kurmanovici și Kapustianski (ambii militari activi încă din vremea revoluției din 1918-1920), studentul la drept Iaroslav Baranovski, politicianul moderat, fost diplomat al guvernului Republicii Populare Ucrainene, Dmitro Andriievski, fostul ofițer austro-ungar și al armatei ucrainene, Richard Yary, colonelul Roman Sușko, organizatorul atentatelor teroriste, fiul unui fost ofițer țarist, Mikola Sțiborski și Omelian Senik, organizator de partid și veteran al armatelor austo-ungară și galițiană, considerat de către tinerii activiști prea moderat și conservator . Yary avea să fie singurul membru al Provid care să se alăture lui Bandera după sciziunea OUN. 

## Ideologia
OUN a fost formată de veteranii luptelor din 1917 – 1921, care speraseră în zadar că pot edifica un stat ucrainean independent. Obiectivele inițiale ale OUN, cel puțin cele declarate în mod oficial, erau fondarea unui stat independent, național, care să cuprindă toate teritoriile locuite de etnicii ucraineni. Acest obiectiv trebuia îndeplinit prin revoluția națională, care avea să alunge puterile ocupante și urma să ducă la formarea unei conduceri reprezentative pentru toate regiunile și grupurile sociale ucrainene. Conducerea OUN a ajuns la concluzia că încercările de obținere a independenței de până atunci eșuaseră datorită abordării democratice, disciplinei scăzute și atitudinii conciliatorii față de inamicii tradiționali ai Ucrainei. Acestea au fost motivele pentru care ideologia OUN a respins din start ideile socialiste ale lui Petliura și ale compromisurilor politice la care erau dispuse elitele politice și economice galițiene. Membrii OUN, în special cei tineri, au adoptat ideologia lui Dmitro Donțov, un emigrant din Ucraina răsăriteană. 

### Naționalismul integral
Naționalismul ucrainean, așa cum s-a manifestat el la sfârșitul secolului al XIX-lea și începutul celui de-al XX-lea, era de factură liberală sau socialistă, combinând conștiința națională ucraineană cu patriotismul și valorile umanitare. Prin contrast, naționalismul apărut în Galiția după încheierea Primului Război Mondial a adoptat tendința apărută și în alte regiuni ale Europei, cunoscută ca naționalism integral. Această ideologie considera că națiunea era cea mai înaltă valoare absolută, mai importantă decât clasele sociale, regiunile, indivizii, religia, etc. Pentru atingerea obiectivelor naționale, membrii OUN erau îndemnați să-și croiască un drum distinct în toate sectoarele vieții naționale, precum instituțiile statului, societatea civilă și familia. Politica era văzută ca o luptă darwinistă pentru supraviețuire dusă de națiuni, ceea ce justifica orice mijloace și metode folosite în conflictele dintre națiuni, scopul final fiind victoria unei națiuni asupra alteia. În acest context, hotărârea în luptă era considerată mult mai importantă decât considerentele morale, iar războiul era glorificat ca o expresie a vitalității naționale. Acest model de naționalism a devenit foarte răspândit în Europa în deceniile al treilea și al patrulea al secolului trecut. Conceptualizarea acestei idei de către ideologii OUN avea mai multe particularități. Datorită faptului că ucrainenii nu se bucurau de existența unei forme statale proprii și erau înconjurați de vecini puternici, se punea mai mult accentul pe actele de terorism, decât pe folosirea forței militare și pe război, iar clandestinitatea era considerată forma supremă de luptă. Datorită faptului că ucrainenii nu puteau lupta în numele unui stat național, accentul era pus mai degrabă pe apărarea limbii naționale și culturii „pure” și nu pe apărarea statului. Prin toate acestea, naționalismul integral ucrainean era puternic diferit de curentele naționaliste din Germania sau Italia 

### Naționalism și acțiune
Dmitro Donțov afirma că secolul al XX-lea avea să fie martorul „amurgului zeilor al care secolul al XIX-lea se rugase” și că trebuie creat un om nou, cu „focul unui angajament fanatic” și cu „forța de fier a entuziasmului”. Tot el considera că singura cale prin care se poate merge înainte este prin „organizarea unei noi violențe”. Această doctrină a fost numită „naționalismul acțiunii” . Pentru răspândirea acestei viziuni, literatura OUN a pus accent deosebit pe lupă și sacrificiu și a glorificat eroii naționali. 

### Totalitariamul
În concepția OUN, națiunea trebuia unificată sub conducerea unui singur partid, condus de luptători care și-au dovedit patriotismul prin luptă. În vârful ierarhiei urma să fie „Conducătorul Suprem”, sau „Vojd”. Această abordare nu era diferit de cea a altor mișcări radicale est-europene, precum au fost Legiunea Arhanghelului Mihail din România, ustașii din Croația, Partidul Crucilor cu Săgeți din Ungaria sau grupurile similare din Slovacia sau Polonia. Au existat însă și diferențe semnificative în cadrul facțiunilor OUN în ceea ce privește abordarea totalitarismului. Liderii moderați, care trăiau în exil, erau partizanii fascismului lui Benito Mussolini și condamnau nazismul, în vreme ce tinerii radicali din Ucraina erau susținătorii fascismului și al metodelor practicate de național-socialiștii germani. Facțiunea condusă din exil sprijinea concilierea și cooperarea cu Biserica Greco-Catolică Ucraineană, în vreme ce radicalii tineri aveau o atitudine anticlericală și considerau că era o slăbiciune să nu consideri națiunea drept valoarea supremă .
Cele două facțiuni din cadrul OUN aveau propria abordare și în ceea ce privește natura liderului suprem. Facțiunea melnikistă considera că liderul trebuie să fie directorul „Provid”-ului, membrii OUN fiind subordonați din punct de vedere militar ierarhiei „Provid”-ului. Această abordare era mai degrabă autocratică decât totalitaristă. Facțiunea banderovistă punea accent însă pe supunerea completă în fața voinței liderului suprem. 
În cadrul congresului din august 1943, OUN-B a respins cea mai mare parte a ideologiei fasciste care o călăuzise până atunci, în favoarea modelului social-democratic, menținând însă structura ierarhică rigidă. Această schimbare poate fi atribuită influenței lui Roman Șuhevici, noul lider al Armatei Insurecționale Ucrainene (UPA), care era mai concentrat pe problemele militare decât pe cele ideologice și era mai receptiv la ideologiile alternativ, spre deosebire de liderii politici fanatici ai OUN-B. Șuhevici avea o atitudine pragmatică, încercând să obțină sprijinul dezertorilor și populației din Ucraina răsăriteană, în general. În timpul acestui congres, OUN-B și-a exprimat sprijinul pentru forma de proprietate privată asupra pământului, creșterea implicării muncitorilor la conducerea industriei, egalitatea femeilor cu bărbații, servicii de îngrijire a sănătății gratuite și pensii de stat pentru cei în vârstă, cât și pentru învățământ gratuit de toate gradele. În cadrul rezoluției adoptate la congres s-au făcut referiri și la drepturile minorităților naționale, libertatea cuvântului, religiei și presei. De asemenea, OUN-B a admis că nicio doctrină politică nu trebuie să capete statutul de ideologie oficială. Cu toate acestea, elementele totalitare nu au fost eliminate în întregime, aceste fiind reflectate în sublinierea insistentă a „spiritului eroic” și a „solidarității sociale, prieteniei și disciplinei”
Ideologia organizațiilor OUN din exil a fost concentrată pe opoziția față de comunism. 

### OUN și antisemitismul
Spre deosebire de mișcările ustașilor croați sau a legionarilor români, care aveau numeroase similitudini cu cea a naționaliștilor ucraineni, ideologia OUN nu a pus un accent deosebit pe antisemitism. Trei dintre liderii ucrainenilor, generalul Mikola Kapustianski, Richard Yary (care avea descendența evreiască) și ideologul Mikola Sțiborski erau căsătoriți cu evreice . În cadrul organizațiilor clandestine ale OUN activau numeroși evrei. 
OUN considera că dușmanii principali ai ucrainenilor sunt polonezii și rușii, evreii jucând doar un rol secundar. Dacă până la începutul deceniului al patrulea atitudinea față de evrei a fost tolerantă, spre sfârșitul deceniului ea a devenit mai negativă. Într-un articol publicat în 1930 de ideologul șef al mișcării, Sțiborski, erau denunțate pogromurile din 1918, subliniind că cele mai multe victime au fost persoane inocente, nu bolșevici. Sțiborski afirma în acel articol că drepturile evreilor trebuie respectate, iar OUN trebuie să-i convingă pe evrei că ucrainenii nu îi consideră inamici, iar OUN trebuie să mențină contacte strânse cu organizațiile evreiești atât la nivel național cât și internațional . Trei ani mai târziu, într-un articol din ziarul OUN „Розбудова нації” (Dezvoltarea Națiunii), deși se punea accent pe presupusa exploatarea a țăranilor ucraineni de către evrei, se sublinia în aceeași măsură că atât ucrainenii, cât și evreii, au fost victimele politicii sovietice . Spre sfârșitul deceniului al patrulea însă, publicațiilor OUN îi prezentau pe evrei drept paraziți, care trebuiau să fie separați de ucrainenei. De exemplu, în articolul „Problema evreiască în Ucraina”, publicat în 1938, se făcea apel la izolarea completă a evreilor din punct de vedere cultural, economic și politic. În același timp era respinsă ideile asimilării forțate a evreilor și a drepturilor egale ale evreilor și ucrainenilor. În ciuda creșterii atitudinii antievreiești, naționaliștii ucraineni au arătat un interes scăzut pentru antisemitismul de tip nazist . 
Documente germane de la începutul deceniului al cincelea subliniază că naționaliștii ucraineni aveau o atitudine pragmatică fața de evrei, a căror soartă trebuia folosită după cum cereau interesele politice ucrainene. Atitudinea ambivalentă a OUN-B față de evrei din timpul războiului a fost subliniată în timpul celui de-al doilea congres al organizației de la Harkov, din aprilie 1944. OUN-B a condamnat în timpul acestui congres crimele antievreiești. În timpul congresului s-a afirmat la un moment dat că evreii din URSS au fost sprijinitorii de nădejde ai regimului bolșevic, acționând ca avangardă a imperialismului „moscovit” în Ucraina. În continuare, se recunoștea că guvernul bolșevic a exploatat sentimentele antievreiești ale maselor de ucraineni pentru ca să le distragă atenția de la problemele reale și să le îndrepte frustrările spre declanșarea de pogromuri. OUN trăgea concluzia că pe de-o parte trebuie să lupte împotriva evreilor care acționau ca sprijinitori ai regimului „moscovito-bolșevic”, dar în același timp trebui să lămurească masele că principala amenințare este cea reprezentată de Moscova
OUN a acceptat să sprijine politica antisemită nazistă în condițiile în care acest fapt i-ar fi ajutat să-și îndeplinească obiectivul independenței Ucrainei. Un slogan al grupării Bandera din 16 iulie 1941 era „Trăiască Ucraina fără evrei, polonezi și germani; polonezii dincolo de râul San, germanii la Berlin și evreii la spânzurătoare”. Istoricii de la Yad Vashem au afirmat că milițiile OUN au fost implicate în masacrarea a aproximativ 6.000 de evrei din Lviv, imediat după ocuparea acestui oraș de către trupele germane, dar există o mai veche controversă pe această temă, although this claim is controversial and disputed by other historians (Vedeți și:  Controversele cu privire la pogromul de la Lviv (1941)). Membrii OUN care se infiltraseră în poliția germană au participat la evacuarea ghetourilor și la punerea în aplicare a măsurilor „Soluției finale”. Deși cei mai mulți evrei au fost uciși de germani, polițiștii ucraineni membri ai OUN au jucat un rol de primă importanță în sprijinirea lichidării la începutul războiului a aproximativ 200.000 de evrei din Volînia. Ar mai trebui spus că au existat cazuri izolate în care polițiștii ucraineni i-au ajutat pe evrei să scape . De asemenea, grupuri înarmate ale OUN au ucis fugarii evrei care au încercat să se refugieze în păduri. 
După ce OUN a intrat în conflict cu Germania, atacurile antievreiești ale ucrainenilor s-au rărit și în cele din urmă au încetat. O publicație clandestină a OUN condamna în 1943 „… rasismul german, care a dus nonsensul antropologic la absurd”" . În organul oficial de presă al conducerii OUN-B, au fost date instrucțiuni grupurilor înarmate din subordine să lichideze „manifestările influențelor dăunătoare străine, în special a conceptelor și practicilor rasiste germane”. Sunt consemnate mai multe cazuri de evrei scăpați de prigoana nazistă de aripa militară a OUN-B, UPA, dar și de evrei care au luptat în rândurile Armatei Insurecționale Ucrainene (UPA) 